# هورسبال

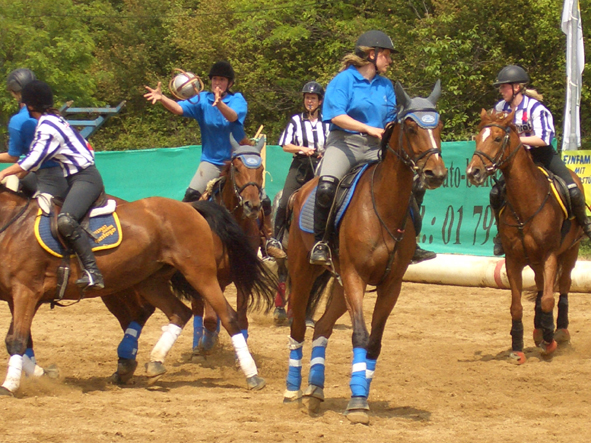
یک بازی هورسبال.

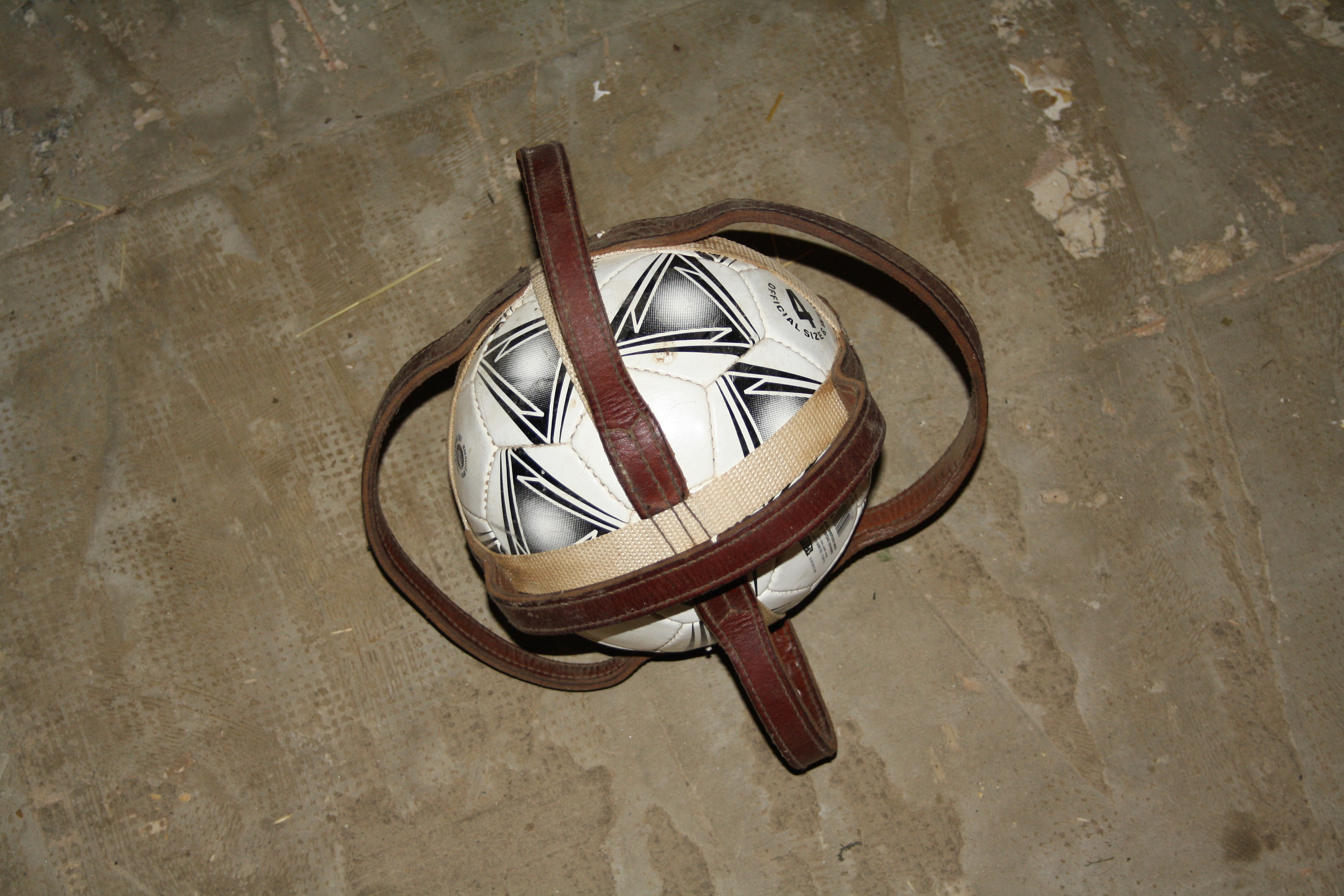
توپ هورسبال.

هورسبال (به انگلیسی: Horseball) ورزشی است که بازیکنان در حالی که بر روی اسب قرار گرفته‌اند باید توپ مخصوص بازی را داخل حلقه‌ای که قطر آن حدود ۱ متر است بیندازند. قوانین این ورزش ترکیبی از قوانین ورزش‌های چوگان،راگبی و بسکتبال می‌باشد. این ورزش یکی ورزش‌هایی است که توسط فدراسیون بین‌المللی سوارکاری به رسمیت شناخته می‌شود.